# Anton Christ
Joseph Anton Christ (* 16. Oktober 1800 in Oberkirch; † 7. Juli 1880 in Neuenheim bei Heidelberg) war ein badischer Jurist und Politiker. Er war Mitglied des badischen Landtages und der Frankfurter Nationalversammlung.

## Leben
Der Sohn eines Gastwirts studierte ab 1822 an der Universität Heidelberg Rechtswissenschaften und schloss sein Studium 1833 mit der Promotion ab. Er war Mitglied im Corps Suevia Heidelberg. Nach dem Studium trat er als Rechtspraktikant in Heidelberg in den badischen Staatsdienst ein. 1837 wechselte er nach Karlsruhe, wo er 1846 Hofgerichtsdirektor wurde. Ebenfalls ab 1837 bis 1841 und nochmals von 1846 bis 1849 war Christ Abgeordneter in der Zweiten Kammer der Badischen Ständeversammlung.
Im Zuge der Märzrevolution nahm Anton Christ am Vorparlament teil. Vom 18. Mai 1848 bis zum Ende des Rumpfparlaments am 18. Juni 1849 war er Abgeordneter für den 8. badischen Wahlkreis (Emmendingen) in der Frankfurter Nationalversammlung. Dort zählte er zur linken Fraktion Deutscher Hof. Am 3. Juni 1849 wurde er auch in die Badische verfassunggebende Versammlung von 1849 gewählt, ein Amt, das er aber nie wahrgenommen hat.
Aufgrund seiner Teilnahme an der Badischen Revolution wurde er nach der Niederschlagung der Märzrevolution 1849 seines Amtes als Hofgerichtsdirektor enthoben und in den Ruhestand versetzt. Anschließend arbeitete Christ als Publizist in Frankfurt am Main. 1853 wurde er in den Verwaltungsrat der Darmstädter Bank für Handel und Industrie berufen, 1859 trat er in Ruhestand und zog nach Neuenheim.
Seine Söhne waren Karl (1841–1927) und Gustav Christ (1845–1918).